# 瓦尔波利切拉地区圣安布罗焦
瓦尔波利切拉地区圣安布罗焦（義大利語：Sant'Ambrogio di Valpolicella）是意大利威尼托大区维罗纳省的一个市镇。总面积23.5平方公里，人口11509人，人口密度489.7人/平方公里（2009年）。国家统计（ISTAT）代码为023077。

## 友好城市
- 德国奥彭海姆 1982年
- 義大利都灵地区圣安布罗焦 2003年
- 義大利加里利亚诺河畔圣安布罗焦 2004年